# رينا اسبايلات
رينا بولونيا اسبايلات (ولدت في 20 يناير 1932، سانتو دومينغو، جمهورية الدومينيكان) هي شاعرة ومترجمة أمريكية دومينيكية ثنائية اللغة وأحد أفراد الحركة الأدبية المعروفة باسم الشكلية الجديدة في الشعر الأمريكي. نشرت أحد عشر مجموعة شعرية. أُدرجت أعمالها ضمن العديد من المختارات الشعبية، بما في ذلك مقدمة هيث للشعر (هيث 2000)؛ والإلهام يضرب مجددًا (صحفية ستوري لاين 1997)؛ وبعبارة أخرى: أدب اللاتينيات في الولايات المتحدة (صحيفة آرتي بابليكو 1994).
يتضمن شعر اسبايلات الأصلي العديد من السونيتات التي تصف عائلتها في محيط الأسرة، والتي أطلقت عليها اسم «لقطات». تشتهر كذلك بتأليف الشعر الذي يجسد جمال الروتين اليومي، فضلًا عن القصائد التي تعيد رواية حكايات من الإنجيل المسيحي والأساطير الكلاسيكية من باب الدعابة والتهكم.
تُعرف اسبايلات كذلك بترجماتها الأدبية للشعر المسيحي الذي ألّفه القديس يوحنا الصليب (1542-1591) من الإسبانية القشتالية إلى الإنجليزية الأمريكية والتي ظهرت في مجلة فيرست ثينغز الأدبية. ترجمت كذلك أعظم الأعمال الصادرة عن الكنيسة الأدبية لكل من الشعر الإسباني والأمريكي اللاتيني. أصدرت اسبايلات ترجمات مشهورة لقصائد كل من روبرت فروست وريتشارد ويلبر من الإنجليزية الأمريكية إلى الإسبانية.
فضلًا عن ذلك، فعلى الرغم من أن اسبايلات نشأت في فترة كان «على المرء أن يتخلى عن أي أصول غير بريطانية، والذي اعتُبر شرطًا أساسيًا للدخول في مجال أمريكا الحقيقية»، يعبر شعر اسبايلات كذلك عن فخرها بكونها لاتينية وبهويتها كناشطة نسوية وزوجة وأم وبوضعها كمهاجرة إلى الولايات المتحدة.

## حياتها

### الخلفية العائلية
تنحدر اسبايلات من أصول أفريقية دومينيكية وإسبانية وفرنسية وأراواكية. عمل والدها كارلوس مانويل هوميرو اسبايلات براش ملحقًا دبلوماسيًا لجمهورية الدومينيكان، ووالدتها دولتشي ماريا باتيستا. أقامت عمتها رينا اسبايلات براش أول معهد للباليه في لا فيغا. عمها الأكبر ووالدها الروحي هو الدبلوماسي الدومينيكي رافائيل براش. تُعتبر اسبايلات قريبة رئيس الحزب الديمقراطي توم بيريز وذلك من خلال صلتها بعمها الأكبر. ترتبط اسبايلات كذلك بصلة قرابة من الدرجة الرابعة بأدريانو اسبايلات وابنة أخت الرئيس الدومينيكي أوليسيس اسبايلات، وهي من نسل المهاجر الفرنسي فرانسوا إسبيلاك.

### نشأتها
في 20 يناير 1932، ولدت رينا اسبايلات في سانتو دومينغو عاصمة جمهورية الدومينيكان، والتي أعاد كوديلو رافائيل تروخيو تسميتها مؤخرًا بكويداد تروخيو. بعد وقت قصير من ولادتها، عاد والداها برفقتها إلى مسقط رأسهما في لا فيغا، التي أسسها كريستوفر كولومبوس في عام 1494.
أثناء نشأتها في لا فيغا، عاشت عائلة اسبايلات بالقرب من حصن تاريخي في شارع الاستقلال، محاطة بمجتمع كبير من العائلة الكبيرة والأصدقاء الذين تقاسموا الشغف في الفن والموسيقى والشعر.
اعتادت اسبايلات زيارة أقاربها في مسقط رأس والدتها في جاراباكوا، والتي تُعتبر حاليًا مصيفًا مشهورًا.
شرعت اسبايلات في تأليف الشعر باللغة الإسبانية عندما كانت في الرابعة من عمرها فقط. كتبت جدتها قصائدها الأولى، وأخبرتها بأن جميع قصائدها رائعة وأنها شاعرة موهوبة. مع ذلك، لا يمكن العثور على أي من تلك القصائد حاليًا.
في عام 1937، رافقت اسبايلات البالغة من العمر خمسة أعوام والدها في بعثة دبلوماسية متجهة إلى واشنطن العاصمة. آنذاك، ترأس عم اسبايلات الأكبر ووالدها الروحي، رافائيل براش، الوفد الدومينيكي بينما عمل والدها أمينًا عامًا للبعثة.
أيّد رافائيل براش انقلاب عام 1930 الذي أسفر عن تولي رافائيل تروخيو الرئاسة. علاوة على ذلك، انطوت مهام براش منذ أن أصبح سفيرًا للولايات المتحدة في عام 1934 على الدفاع عن سمعة تروخيو العلنية، والتي كانت تتهاوى بسبب تقارير الاغتيالات السياسية وانتهاكات حقوق الإنسان والرقابة على الصحافة.
في عام 1937، أصدر تروخيو أوامر للجيش الدومينيكي أسفرت عن إبادة جماعية عُرفت باسم مجزرة البقدونس والتي راح ضحيتها نحو 20000 هايتي في جمهورية الدومينيكان. ردًا على ذلك، أُصيب رافائيل براش بالرعب وكتب رسالة إلى تروخيو ندد فيها بالمجزرة، قائلًا إنه «لم يعد من الممكن أن يرتبط بحكومة ارتكبت مثل هذا العمل الإجرامي الرهيب».
ذكرت اسبايلات أنهم «كانوا على علم بغضب الديكتاتور عند تلقيه الرسالة». مع ذلك، لم يكن هناك معارضة منظمة كبيرة لتروخيو في جمهورية الدومينيكان، بل وكانت شبه معدومة، وفي نوفمبر 1937، أجرى المجلس الوطني تصويتًا أعلن فيه أن رافائيل براش وثلاثة منتقدين آخرين للمجزرة «لا يستحقون العيش في الدومينيكان» ووصفهم بـ«أعداء الوطن الأم». وفقًا لكاتب سيرة اسبايلات، ليزلي مونسور، علم براش وابن أخيه، والد اسبايلات، أنهما «سيواجهان عقوبة قاسية –والتي كانت السجن في أفضل الأحوال– وأن حياة أفراد الأسرة الآخرين مهددة بالخطر إذا عاد الرجلان إلى بلدهما.» مع ذلك، بحلول ذلك الوقت، «بلغ صيت تقارير اضطهاد تروخيو ووحشيته شهرة دولية»، ومنحت الحكومة الفيدرالية للولايات المتحدة اللجوء السياسي لرافائيل براشي وابن أخيه وأُسرهم. استقر الرجلان وعائلتيهما في مدينة نيويورك.
خلال هذه الأحداث، أجهضت والدة اسبايلات أثناء حملها. بعد تعافيها، ارتأت دولتشي ماريا أن ابنتها ستحصل على رعاية أفضل بين أقربائها في وطنها، نظرًا لصعوبة الحياة في نيويورك. اتخذت ماريا قرارًا شديد الخطورة بالعودة سرًا إلى جمهورية الدومينيكان. خلال تلك الزيارة، تركت ماريا ابنتها لتعتني بها جدتها في لا فيغا. زارت ماريا والدتها وإخوتها في جاراباكوا، حيث ودعتهم، وجمعت آلات الخياطة الخاصة بها، وعادت إلى الولايات المتحدة دون جذب انتباه شرطة تروخيلو.
على مدار العامين التاليين، نشأت اسبايلات بين جدتها وعماتها في لا فيغا، حيث أُلقي شعر اللغة الإسبانية بصوت مرتفع باستمرار. اعتادت جدة اسبايلات العزف على الغيتار الكلاسيكي الإسباني. صرحت اسبايلات أن «تلك التجارب جعلتها شاعرة أذن أكثر من كونها شاعرة عين».
مع ذلك، وفي عام 1939، شعر والدا اسبايلات بالاستقرار في الولايات المتحدة وانضمت ابنتهما إليهما للعيش في شقة بمدينة نيويورك غرب شارع رقم 49 في حي هيلز كيتشنز.

### اللجوء
أثناء طفولتها، تعلمت اسبايلات اللغة الإنجليزية باللهجة الأمريكية بسرعة وتكيفت بسرعة كبيرة مع محيطها في مانهاتن في زمن الحرب، ولكنها افتقدت بشدة عائلتها الكبيرة المحبة في جمهورية الدومينيكان.
في مقابلة أُجريت مع اسبايلات عام 2017، صرحت قائلة «أرى أنه من المثير للاهتمام أن يتمكن مهاجر من تأسيس عائلة في نيويورك. كان الجميع هناك محاطًا بأطفال يهود في المدرسة وأطفال إيطاليين وألمان وحتى يابانيين كانوا يمرون بوقت عصيب في تلك المرحلة، لأن الحرب بدأت بالاندلاع. لذلك قابلت أشخاصًا، كما وصفهم والدي، يشبهوننا تمامًا. يهرب هؤلاء الأشخاص من شخص ما. كان والدي منفيًا سياسيًا، وأوضح أن اليهود هربوا من أوروبا بسبب ما تعرضوا له. قلت لأبي، «هل تقصد أنهم مثلنا؟» قال: نعم، فالعالم مليء بأشخاص مثلنا، كما هو مليء بأشخاص كرافائيل تروخيلو.»